# Hans Carl Knudtzon

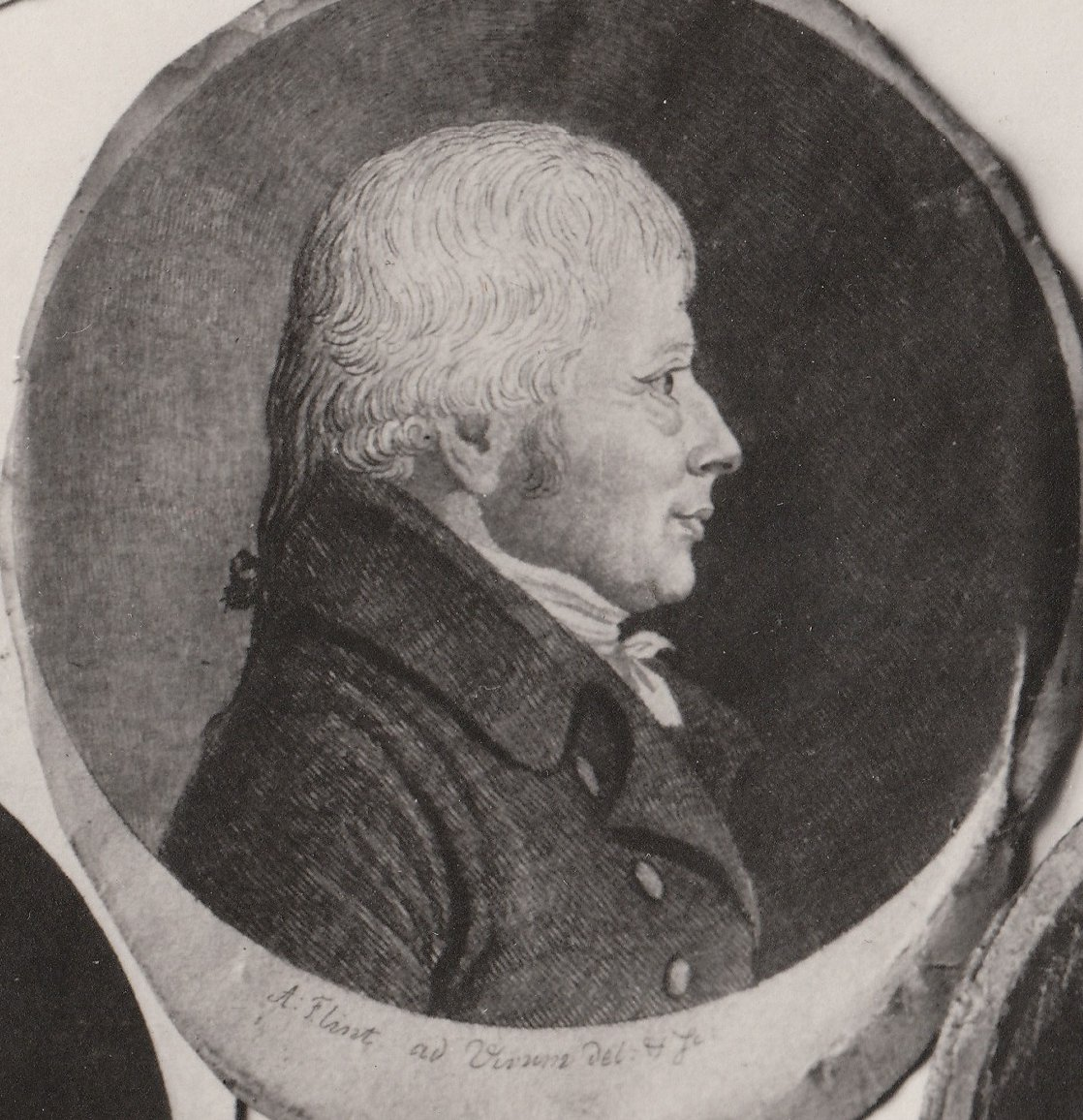
Hans Carl Knudtzon, abgebildet auf einem Porträt von Jacob Munch, das sich im Trondheimer Stadtarchiv befindet.

Hans Carl Knudtzon (* 29. Januar 1751 in Bredstedt, Nordfriesland; † 16. Dezember 1823 in Trondheim, Norwegen) war Kaufmann und Politiker und Mitglied des norwegischen Parlamentes (Storting).

## Leben
Im Alter von 16 Jahren kam er nach Trondheim in Norwegen und ging in die Lehre beim Hofagenten Broder Lysholm, der nicht nur Reeder war, sondern auch mit Getreide, Holz, Erz und Fisch handelte. Nach Lysholms Tod im Jahre 1772 führte er die Geschäfte fort und übernahm sie im Jahre 1797. Knudtzon versah zahlreiche ehrenamtliche Tätigkeiten und unterstützte viele örtliche Initiativen. In den Jahren 1802–06 war er ehrenamtlicher Bürgermeister von Trondheim. Im Jahre 1814 war Knudtzon 1. Repräsentant von Trondheim im norwegischen Parlament (Storting). Er war Mitglied der Delegation, die 1814 nach Stockholm reiste, als die Union mit Dänemark beendet wurde und man die Union mit Schweden beriet.
Knudtzon heiratete Karen Müller. Das Ehepaar bekam 5 Söhne und 3 Töchter.